# 검색 엔진 마케팅
검색 엔진 마케팅(Search engine marketing, SEM)은 주로 유료 광고를 통해 검색 엔진 결과 페이지(SERP)의 가시성을 높여 웹사이트를 홍보하는 인터넷 마케팅의 한 형태이다. SEM은 검색 엔진 최적화(SEO)를 통합할 수 있다. SEO는 검색 엔진 결과 페이지에서 더 높은 순위를 달성하기 위해 웹 사이트 콘텐츠 및 사이트 아키텍처를 조정하거나 다시 작성하여 PPC(클릭당 지불) 목록을 향상하고 웹 사이트의 CTA(Call to Action)를 높인다.

## 시장
2007년에 미국 광고주들은 검색 엔진 마케팅에 미화 246억 달러를 지출했다. 2015년 2분기에는 구글(73.7%)과 야후/빙(26.3%) 파트너십이 미국 검색 엔진 지출의 거의 100%를 차지했다. 2006년 기준 SEM은 기존 광고는 물론 다른 온라인 마케팅 채널보다 훨씬 빠르게 성장하고 있었다. 검색 캠페인 관리는 SEM 공급업체와 직접 수행하거나 SEM 도구 제공업체를 통해 수행된다. 셀프서비스일 수도 있고 광고 대행사를 통해서일 수도 있다.
2016년 10월 기준 구글은 89.3%의 시장 점유율로 글로벌 검색 엔진 시장을 선도하고 있다. 빙은 4.36%의 시장 점유율로 2위를 차지했고, 야후는 3.3%의 시장 점유율로 3위를 차지했으며, 중국 검색 엔진 바이두는 약 0.68%의 점유율로 전 세계 4위를 차지했다.
검색 엔진 마케팅은 비즈니스 분석의 한 방법이기도 하며, 주로 조직이 비즈니스 기회를 찾고 수익을 창출하는 데 유용한 정보를 제공하는 것을 목표로 한다. SEM은 조직이 마케팅을 최적화하고 더 많은 청중을 모으고 더 많은 고객을 창출하는 데 도움을 줄 수 있다.

## 같이 보기
- 온라인 광고
- 검색엔진 조작 효과
- 온라인 광고
- 사용자 의도
- 모바일 마케팅